# 1660 в Україні

## Події
- Відбулася Слободищенська битва, в якій польсько-татарські сили завдали поразки українсько-московським.
- 17 жовтня в селі Слободище було укладено Слободищенський трактат — договір між гетьманом Юрієм Хмельницьким з Польщею.
- Війська Речі Посполитої завдали поразки московитам у битві під Чудновим (чуднівська кампанія).
- Облога Могилева (1660)
- Битва під Любаром
- Ігренська битва 1660 року

## Особи

### Народились
- Горленко Дмитро Лазаревич (1660—1731) — полковник Прилуцького полку (1692—1708), наказний Гетьман козацького війська під час Північної війни (1705).
- Заруцький Афанасій Олексійович (1660—1723) — український письменник-панегірист.
- Шимонович-Семигиновський Юрій Елевтерій (1660—1711) — маляр і гравер.

### Померли
- Жданович Антін Микитович (? — 1660) — полковник київський (1650—1653, 1655—1656), наказний гетьман, посол до Османської імперії (1650, 1651), Речі Посполитої (1653), Московського царства (1654), генеральний суддя (1656).

## Засновані, зведені
- Андріївка (Великоновосілківський район)
- Богуславець
- Брилівка (Ставищенський район)
- Волосківці (Менський район)
- Дергачі
- Зайці (Чернігівський район)
- Кам'янка (Тростянецький район)
- Киїнка
- Козача Лопань
- Красна Поляна (Зміївський район)
- Макарів Яр
- Нижчий Ольчедаїв
- Соколове (Зміївський район)
- Тростянець